# لیبرتا
لیبرتا (به انگلیسی: Liberta) شهری در کشور آنتیگوا و باربودا است که جمعیت آن در سرشماری سال ۲۰۱۲ میلادی، ۳٬۳۰۱ نفر بوده‌است.